# Alpa Gun
Alpa Gun (ur. 4 lipca 1980 w Berlinie) – niemiecki raper tureckiego pochodzenia współpracującym z wytwórnią Aggro Berlin.

## Dyskografia

### Albumy
- 2007: Geladen und Entsichert
- 2008: Aufstand auf den billigen Plätzen (EP)
- 2010: Almanci
- 2012: Ehrensache
- 2013: Alles kommt züruck
- 2014: Geboren um zu sterben
- 2015: Ehrensache 2
- 2016: Züruck zur Straße
- 2017: Walther-P
- 2017: Alpacino
- 2018: Ehrensache Reloade

### Single
- 2007: Ausländer
- 2007: Verbotene Liebe (feat. Muhabbet)
- 2008: Mein Weg
- 2010: Meine Bestimmung
- 2012: Meister alles Klassen
- 2012: Bevor ich geh (feat. Moe Mitchell)
- 2017: Vermächtnis
- 2017: Original

### Dissy
- 2006: Ich bin am Zug (Diss Shok Muzik)
- 2007: Das ist los! (feat. Fler, Bass Sultan Hengzt) (Diss Shok Muzik)
- 2007: Schluss mit dem U(n)fuk (Diss Shok Muzik)
- 2008: Frohe Weinachten (feat. Sido, Diss Bushido)
- 2009: Myspace Exclusive (feat. Big Baba)
- 2010: Die Stimme der Straße
- 2010: Die Kohle (feat. Harris)
- 2010: Halt die Fresse 3 Allstars (feat. Harris, Said, Manuellsen, Haftbefehl, Silla, Animus, Automatikk, Sinan-G, Massiv, Illy Idol, CosCash & CroniK)
- 2010: Faust hoch (feat. Menowin Fröhlich)

### Teledyski
- 2006: Das Leben ist ein Schuss
- 2007: Was ist Beef!? (feat. Sido & Fler)
- 2007: Das ist Los (feat. Fler & Bass Sultan Hengzt)
- 2008: So Machen Wir Das (feat. Sido & Greckoe)
- 2010: Meine Bestimmung